# Pont des Cordonniers
 (février 2023).
Le pont des Cordonniers (en slovène : Čevljarski most ou Šuštarski most) est un pont piétonnier traversant la rivière Ljubljanica à Ljubljana, la capitale de la Slovénie. Il relie deux grands quartiers de la Ljubljana médiévale. Il est orné de deux types de piliers, les piliers corinthiens qui dessinent la forme du pont lui-même et les piliers ioniques en porte-lampes.

## Histoire
C'est l'un des plus anciens ponts traversant la rivière à Ljubljana, remontant au moins au XIIIe siècle. Au Moyen Âge, il était connu sous le nom de pont supérieur (Zgornji most). Au départ il s'agissait d'un pont en bois avec une boucherie dessus, mais la puanteur de la viande était si forte que l'empereur à l'époque a payé pour les faire déplacer. Les cordonniers ont été les nouveaux occupants de leurs cabines, de sorte que le pont a acquis son nom actuel. Le pont a été reconstruit à de nombreuses reprises tout au long de sa longue histoire en raison d'inondations ou d'incendies, et en 1867, un pont en fonte, nommé Hradecky Bridge en l'honneur d'un ancien maire de Ljubljana, a été construit puis déplacé.
Le pont de pierre actuel a été conçu en 1931 par l'architecte Jože Plečnik. En 2010, un monument à Ivan Hribar, maire de Ljubljana entre 1895 et 1907, a été dévoilé à côté du pont.

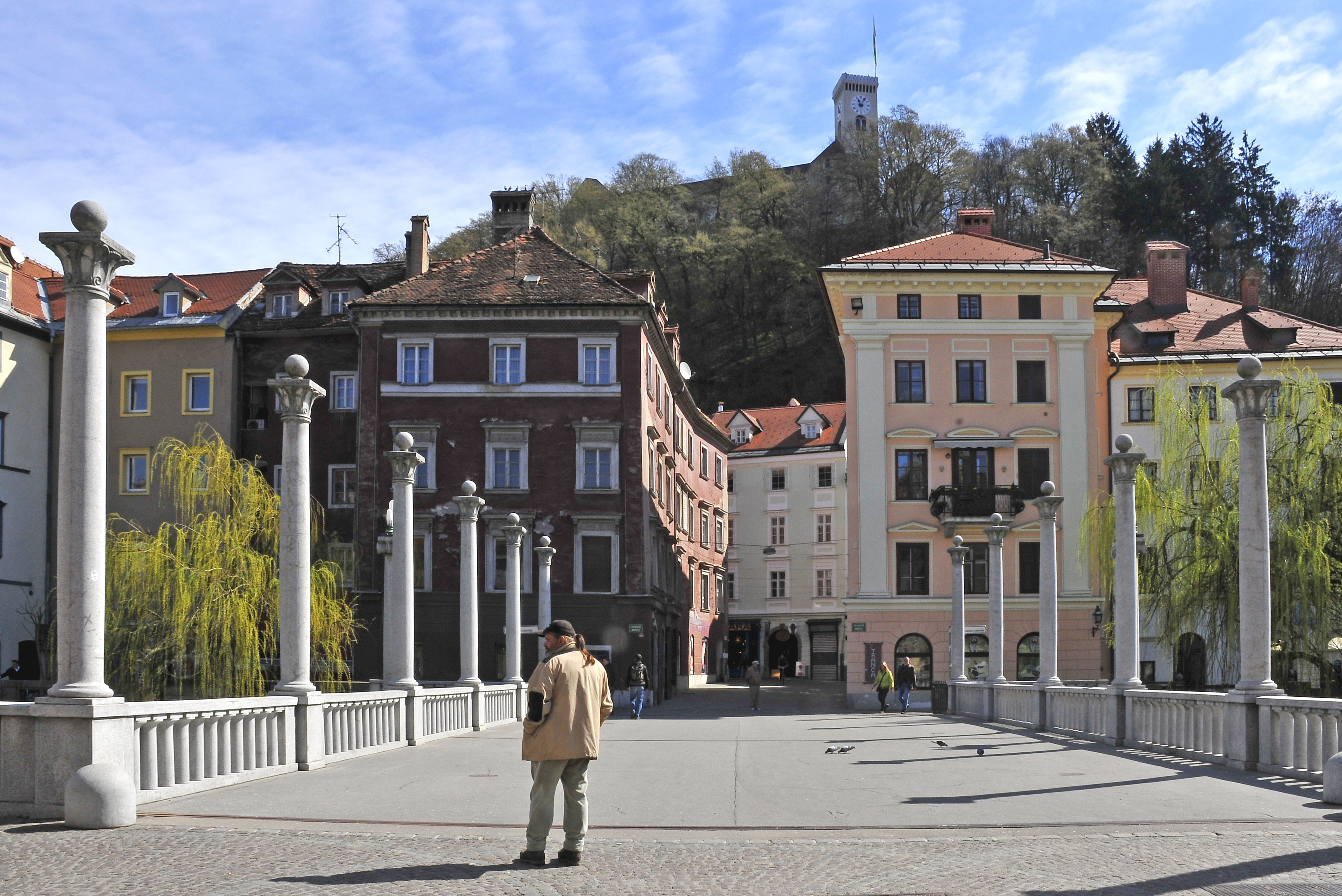
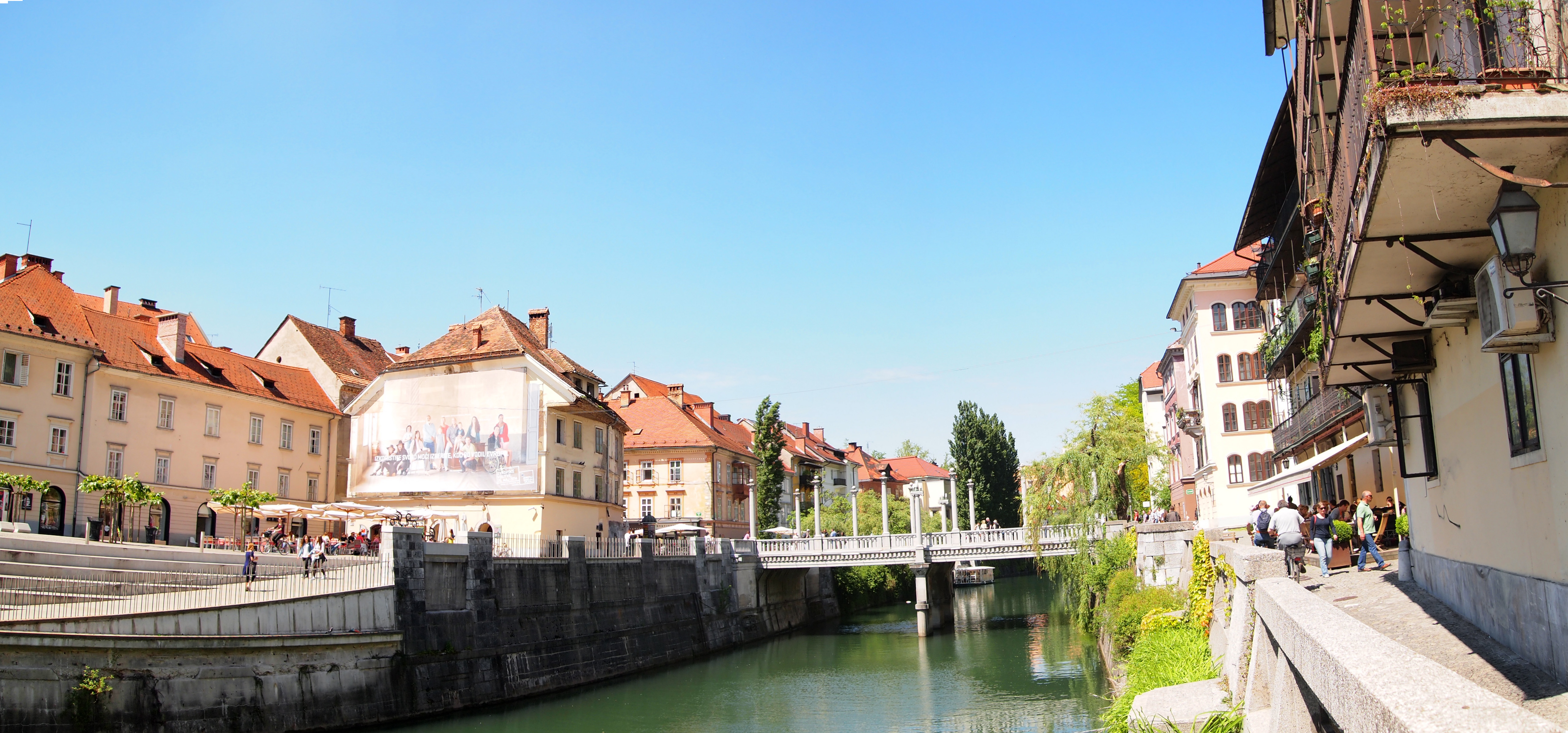